# Де ла Ред, Рубен
Рубе́н де ла Ред Гутье́ррес (исп. Rubén de la Red Gutiérrez; род. 5 июня 1985, Мадрид) — испанский футболист, полузащитник; тренер. Чемпион Европы 2008 года.

## Клубная карьера
На протяжении своей карьеры выступал за «Реал Мадрид». 30 октября 2008 года Рубен пережил сердечный приступ и потерял сознание в матче Кубка Испании с клубом «Реал Унион», с тех пор на поле не появлялся. «Реал» принял решение не включать его в заявку на сезон 2009/10, его номер 18 был отдан Раулю Альбиолю, но с условием возвращения номера де ла Реду в случае, если тот будет способен продолжить карьеру футболиста.
В сезоне 2009/2010 де ла Реду пришлось каждые два месяца проходить постоянные медицинские обследования. В апреле 2010 года де ла Реду установили аппарат кардиомониторирования, фиксирующий ритм работы сердца. В середине июля де ла Ред возобновил тренировки. Осенью де ла Реду была предложена должность в аппарате «Реала». 3 ноября 2010 года де ла Ред принял решение остановить карьеру и перешёл на работу в детско-юношескую команду «Королевского клуба».

## Карьера в сборной
Рубен де ла Ред выигрывал в составе сборной Испании до 19 лет чемпионат Европы в 2004 году, а в 2008 году выиграл и основной чемпионат Европы.

## Статистика
| Клуб             | Сезон            | Чемпионат | Чемпионат | Кубок | Кубок | Еврокубки | Еврокубки | Всего | Всего |
| Клуб             | Сезон            | Игры      | Голы      | Игры  | Голы  | Игры      | Голы      | Игры  | Голы  |
| ---------------- | ---------------- | --------- | --------- | ----- | ----- | --------- | --------- | ----- | ----- |
| Реал Мадрид B    | 2004/05          | 33        | 5         | 0     | 0     | 0         | 0         | 33    | 5     |
| Реал Мадрид B    | 2005/06          | 34        | 6         | 0     | 0     | 0         | 0         | 34    | 6     |
| Реал Мадрид      | 2005/06          | 3         | 0         | 0     | 0     | 2         | 0         | 5     | 0     |
| Реал Мадрид B    | 2006/07          | 28        | 3         | 0     | 0     | 0         | 0         | 28    | 3     |
| Реал Мадрид      | 2006/07          | 7         | 0         | 2     | 1     | 1         | 0         | 10    | 1     |
| Хетафе           | 2007/08          | 31        | 2         | 7     | 3     | 11        | 2         | 49    | 7     |
| Реал Мадрид      | 2008/09          | 7         | 1         | 1     | 0     | 1         | 0         | 9     | 1     |
| Всего за карьеру | Всего за карьеру | 143       | 17        | 10    | 4     | 15        | 2         | 170   | 23    |

## Тренерская карьера
В 2012 году Рубен де ла Ред стал главным тренером «Кадете Б», детской команды «Реала», и в первый же сезон выиграл испанское первенство в соответствующей возрастной категории. Одним из воспитанников де ла Реда стал вратарь Люка Зидан, сын Зинедина Зидана, включённый в состав французской сборной на юношеский чемпионат мира U-17 2015 года.

## Достижения

### В качестве игрока
Реал Мадрид B
- Победитель Сегунды Б: 2004/05

 Реал Мадрид
- Чемпион Испании: 2006/07
- Обладатель Суперкубка Испании: 2008
- Финалист Суперкубка Испании: 2007

 Хетафе
- Финалист Кубка Испании: 2007/08

 Сборная Испании
- Чемпион Европы: 2008
- Чемпион Европы U-19: 2004

### В качестве тренера
Реал Мадрид (Кадете Б)
- Чемпион Испании среди юношеских команд: 2012/13